# Acacia simplex
Acacia simplex es una especie de árbol perenne,  nativo de islas al oeste del océano Pacífico, Polinesia Francesa, Nueva Caledonia, Samoa, islas Salomón, Tonga,  Savaiʻi. También es endémico de Argentina. Es una sp. que alcanza 12 m de altura.
Se la llama tatakia en Fiyi, tatagia en Samoa y tātāngia en Tonga.

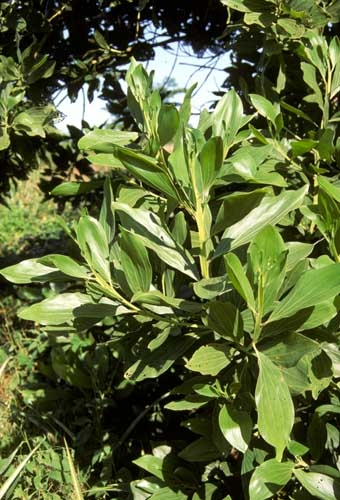
Detalle de la planta

## Toxicidad
Las especies del género Acacia pueden contener derivados de la dimetiltriptamina y glucósidos cianogénicos en las hojas, las semillas y la corteza, cuya ingestión puede suponer un riesgo para la salud.

## Usos
Su resina se usa como una toxina en pesca; incapacita los peces, y aparentemente es inocuo a humanos.

## Fitoquímicos

### Corteza
- N-metiltriptamina[5]
- N,N-dimetiltriptamina[5]
- 2-metil-1,2,3,4-tetrahidro-B-carbolina[5]

### Vasos foliares
- N-metiltriptamina[5]
- N,N-dimetiltriptamina[5]
- 2-metil-1,2,3,4-tetrahidro-B-carbolina[5]
- N,N-formilmetiltriptamina[5]
- Trazas de otros alcaloides inidentificados[5]

### Corteza de tallo
Total de alcaloides 3,6 % del cual 40 % es N-metiltriptamina, 22,5 % es N,N-dimetiltriptamina, 12,7 % 2-metil-1,2,3,4-tetrahidro-β-carbolina.

### Pecíolos
Total de alcaloides 0,11%, del cual
N-metiltriptamina 26,3 %; 6,2 % N,N-dimetiltriptamina; 5,8 % 2-metil-1,2,3,4-tetrahidro-β-carbolina, 1,6% N,N-formilmetiltriptamina.

## Taxonomía
Acacia simplex fue descrita por (Sparrm.) Pedley y publicado en Contributions from the Queensland Herbarium 18: 10. 1975.
Etimología
Ver: Acacia: Etimología
simplex: epíteto latino que significa "con profusión de flores".
Sinonimia:
- Acacia laurifolia A.Gray
- Acacia laurifolia Willd.
- Acacia simplicifolia Druce
- Mimosa simplicifolia L.f.[8][9]